# Dominikanerkirche (Wien)

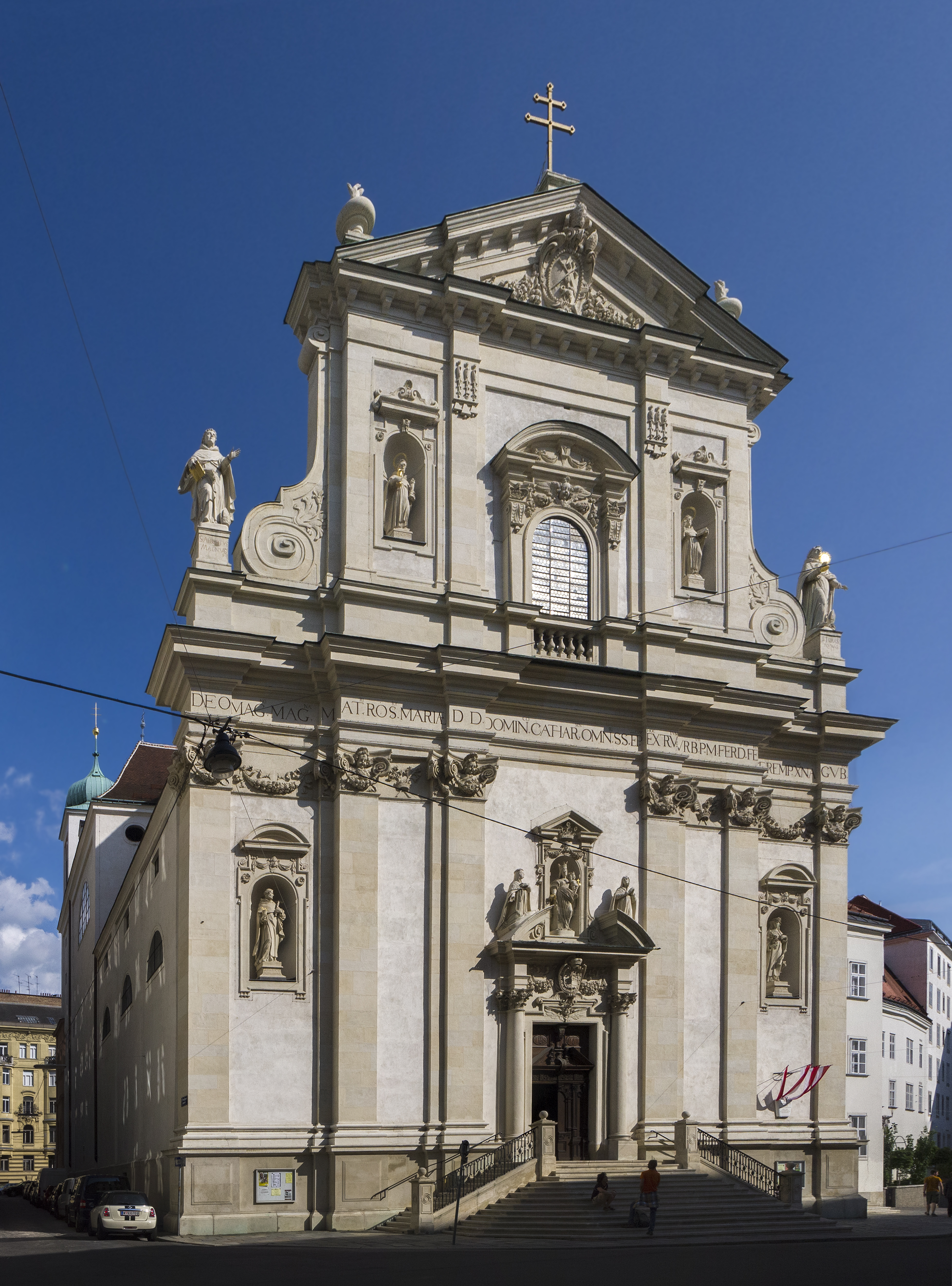
Dominikanerkirche St. Maria Rotunda Portalseite

Die Dominikanerkirche (St. Maria Rotunda) ist eine ursprünglich im Jahr 1237 erbaute und zuletzt im 17. Jahrhundert neu errichtete römisch-katholische Pfarrkirche in Wien. Sie befindet sich auf der Dominikanerbastei an der Postgasse 4 im 1. Wiener Gemeindebezirk Innere Stadt.

## Geschichte

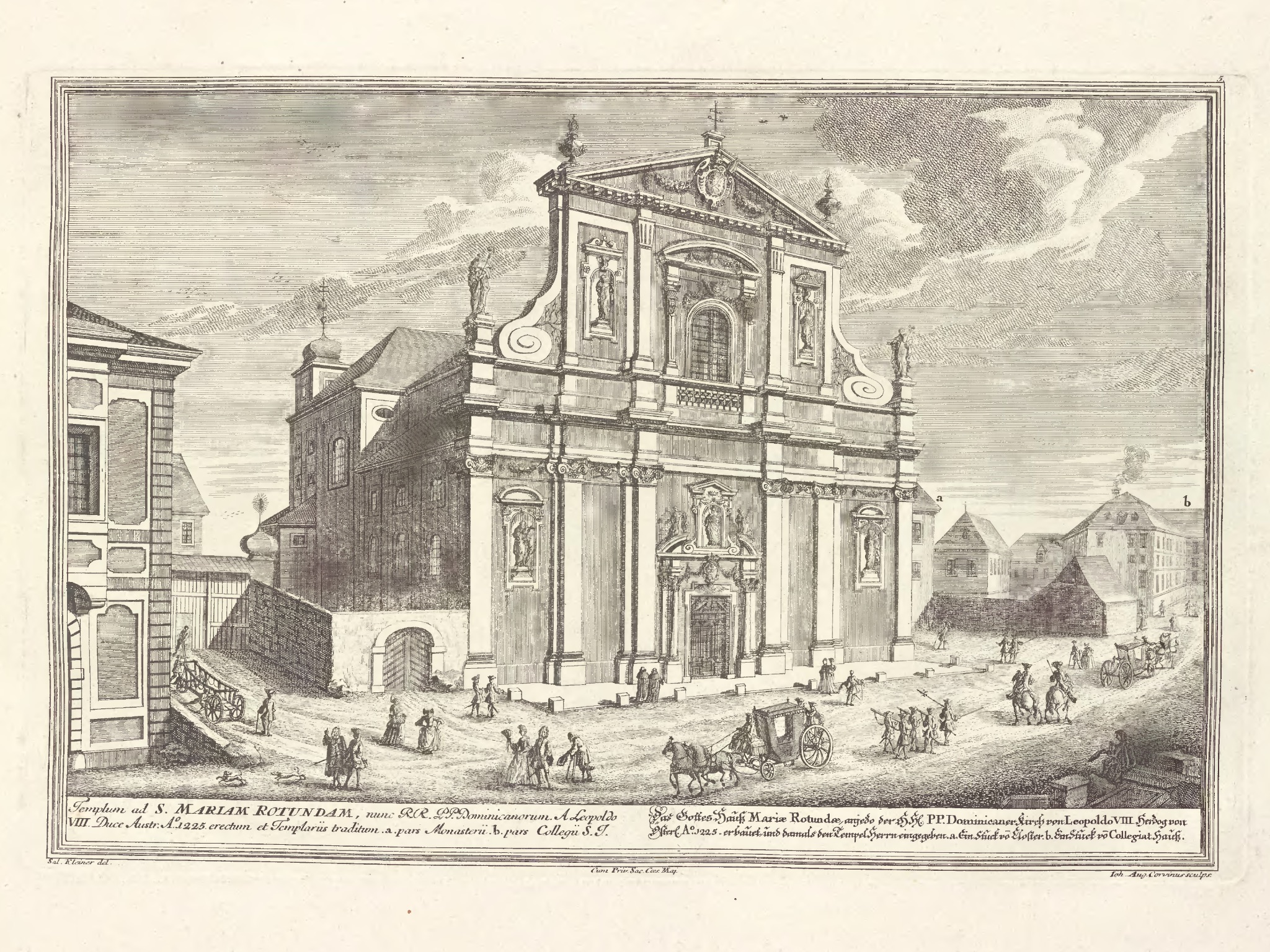
Die Dominikanerkirche im Jahr 1724. Stich von Salomon Kleiner.

Der Orden der Dominikaner wurde im Jahr 1226 von Herzog Leopold VI. nach Wien berufen. Auf einem den Mönchen zur Verfügung gestellten Grundstück in der Nähe des Stubentors wurde ein Kloster mit angeschlossener Kapelle errichtet. Die romanische Kapelle wurde 1237 geweiht, aber bereits 1283 – nach Zerstörungen durch zwei Brände – wurde der Bau einer größeren, diesmal gotischen Kirche beschlossen. Der Dominikanerkardinal Nikolaus Boccasini (der spätere Papst Benedikt XI.) weihte 1302 den Chor dieser Kirche. Im Zuge der Ersten Türkenbelagerung 1529 wurde die Kirche größtenteils abgetragen, um mit dem dadurch gewonnenen Baumaterial die Wiener Stadtmauer zu verstärken.

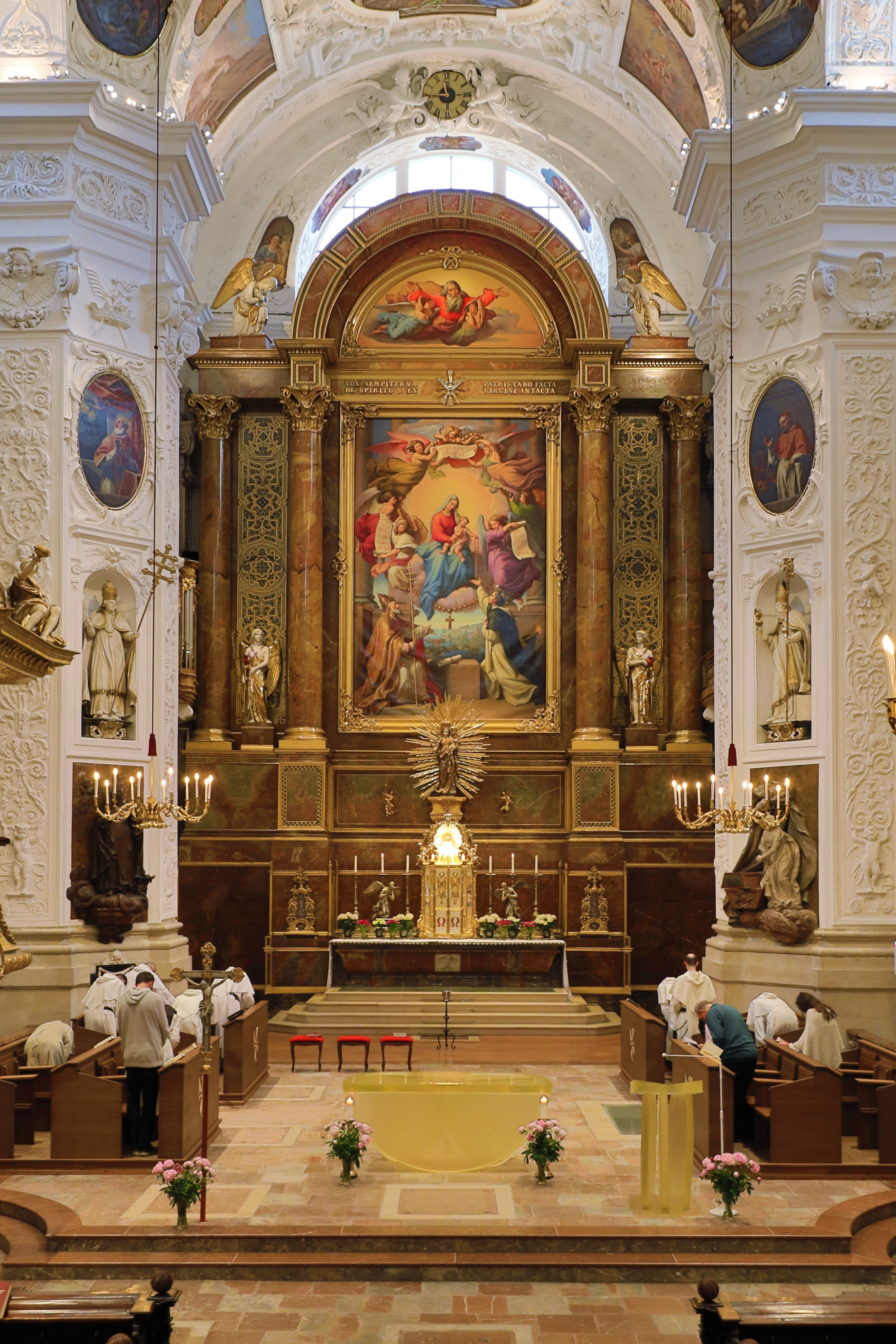
Neugestalteter Altarraum mit Volksaltar und Rednerpult aus Epoxidharz

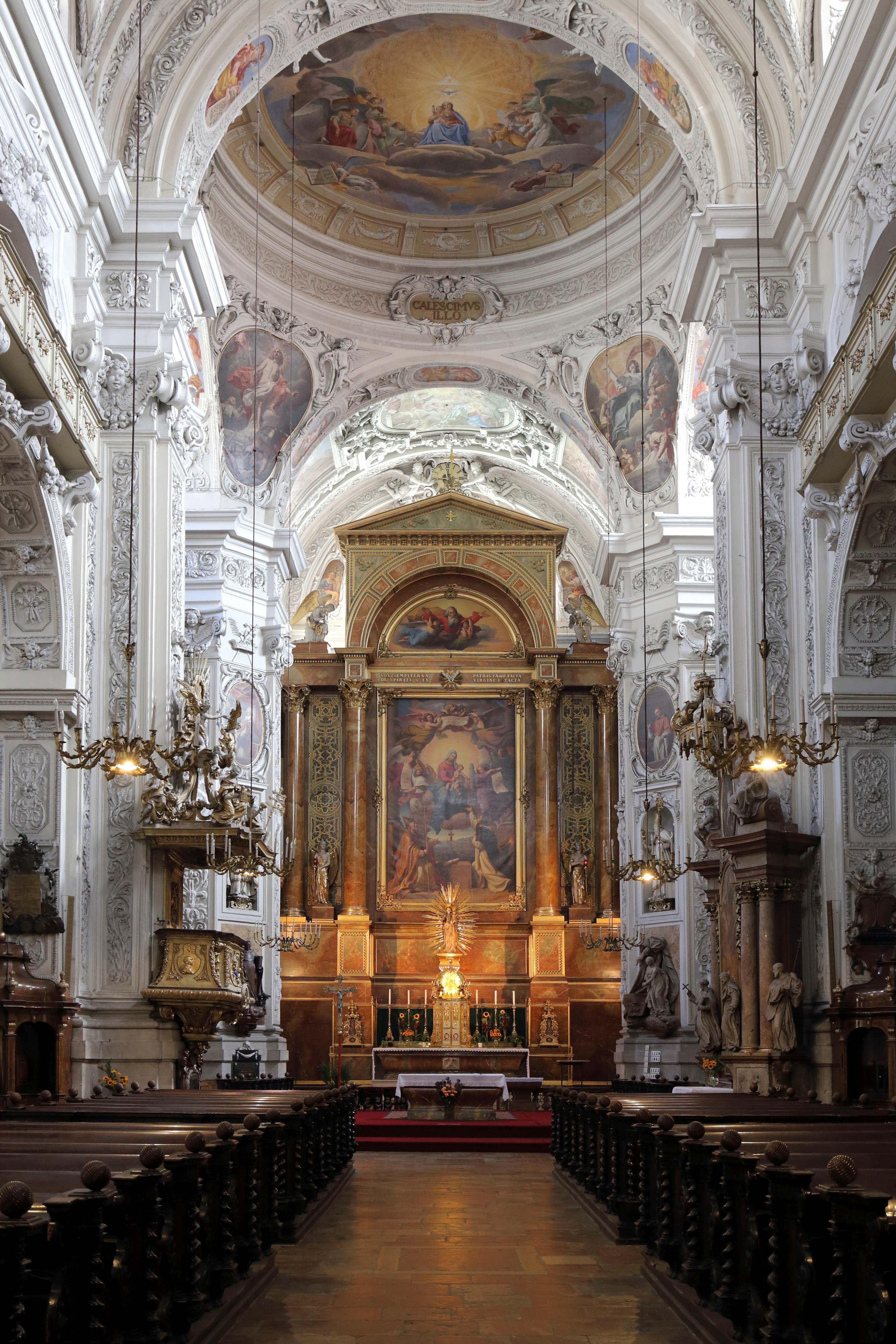
Apsis mit dem damals lichtschluckenden Giebel über dem Hochaltar

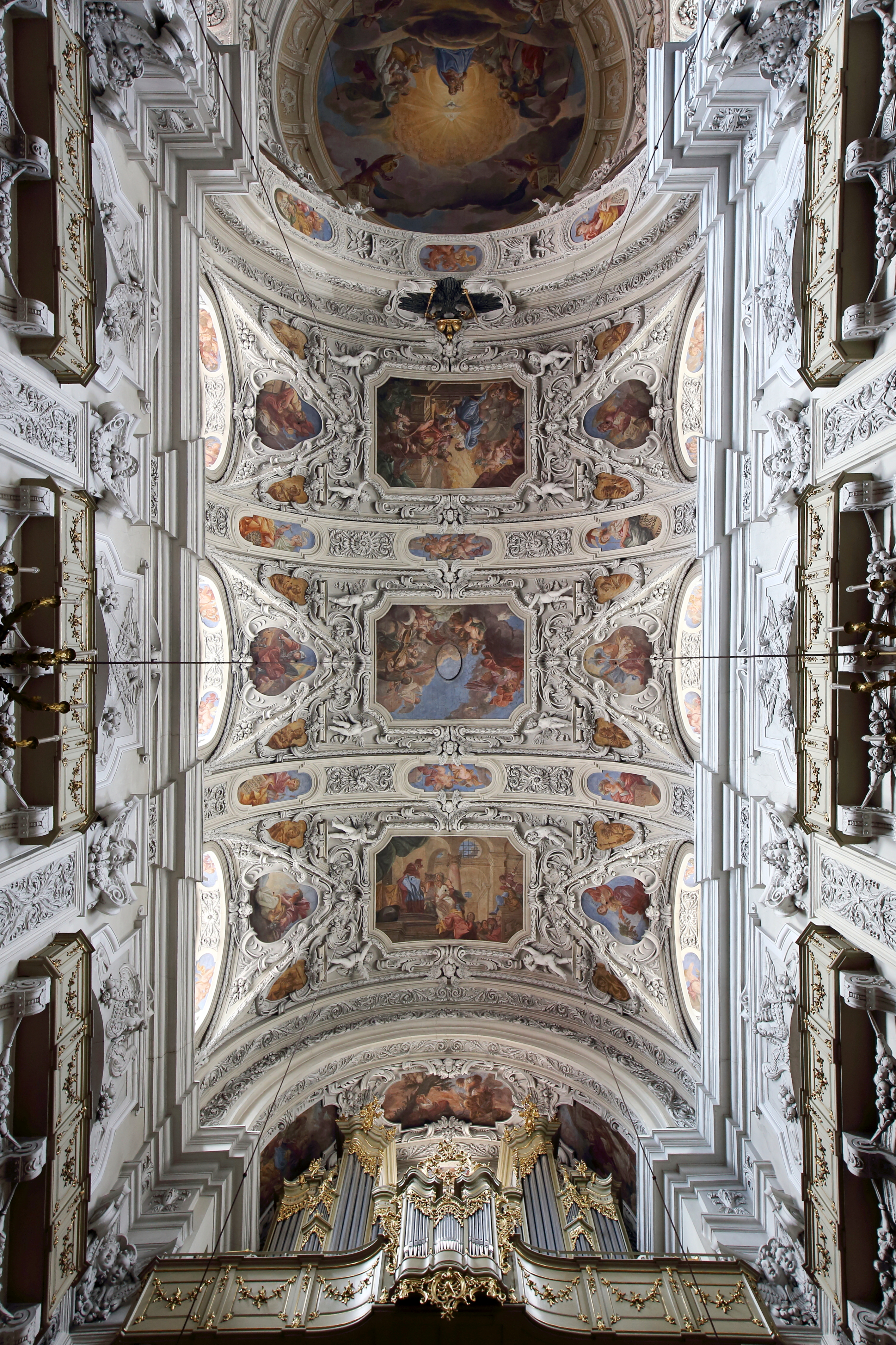
Deckenfresko des Langhauses; ein Werk von Mathias Rauchmiller

Am 6. Mai 1631 legte Kaiser Ferdinand II. den Grundstein für eine neue, barocke Kirche. Nach rund drei Jahren war der Rohbau fertiggestellt, die Weihe erfolgte am 1. Oktober 1634. Die Kuppel und Fassade wurden erst nachträglich, von 1666 bis 1674 gebaut. Zu dieser Zeit war die Dominikanerkirche nach dem Stephansdom die zweitgrößte Kirche Wiens.
1927 wurde die Kirche von Papst Pius XI. zur Basilica minor erhoben.
In den Jahren 2020 bis 2022 wurde die Kirche um sechs Millionen Euro mit Unterstützung des Bundesdenkmalamtes umfassend renoviert. Dabei wurden auch Schäden im Mauerwerk und in der Kuppel – verursacht durch nahe Bombeneinschläge im 2. Weltkrieg – saniert, sowie Fresken und Bilder restauriert. Im Jahr 1840 war der barocke Altar durch einen hochaufragenden Altar im Spanischen Stil ersetzt worden. Damit wieder Sonnenlicht – wenn auch weniger als in der Frühzeit des Barocks – durch das dahinterliegende, nach Südosten weisende Hauptfenster eintreten kann, wurde vom Hochaltar ein giebelförmiger Aufsatz entfernt. Im samt dem Chorgestühl neu gestalteten Altarraum wurde die morsche, hölzerne Altarinsel aus den 1960er-Jahren durch einen modernen Volksaltar aus semi-transparentem Epoxidharz ersetzt, der das strahlende Licht aufnimmt, bricht und derart verstärkend wiedergibt.

## Gestaltung
Am Bau der heutigen Barockkirche waren vor allem italienische Baumeister und Künstler beteiligt, unter anderem der Freskenmaler Carpoforo Tencalla, wohl auch der Stuckateur Giovanni Battista Colomba, und die Baumeister Cypriano Biasino, Antonio Canevale und Jacopo Spacio. Steinmetzarbeiten führte Meister Hieronymus Bregno aus Kaisersteinbruch durch, die Stufen der Stiegen im Klostertrakt und zur Kirchenempore und jene einer Turmstiege wurden aus hartem Kaiserstein gefertigt. Die Gestaltung der Fassade orientiert sich an frühbarocken römischen Kirchen, die wiederum Anleihen bei der florentinischen Dominikanerkirche Santa Maria Novella nahmen. Über dem Portal befindet sich eine Statue der Hl. Maria vom Rosenkranz, der auch die Kirche geweiht ist. Die Vorderfront der Kirche beherbergt noch weitere acht Steinfiguren von Heiligen, die allesamt dem Dominikanerorden angehören: Die Muttergottes ist von den knienden Figuren der Katharina von Siena und der Agnes von Montepulciano flankiert. In den Nischen des Untergeschoßes befinden sich die Statuen von Luis Beltrán und Rosa von Lima, im Obergeschoß Hyazinth von Polen und Vinzenz Ferrer. An den Ecken des Obergeschoßes stehen die Statuen der bedeutendsten Gelehrten der Dominikaner, Albertus Magnus und Thomas von Aquin.
Das Kirchenschiff ist 46,54 Meter lang, 20,90 Meter breit und hat eine Höhe von 22,10 Metern. Der heutige Hochaltar von Karl Rösner mit einem von Leopold Kupelwieser gemalten Altarbild stammt aus den Jahren 1839 bis 1840. Die Altarbilder der Thomaskapelle malte der Hofmaler Kaiser Ferdinands III., Frans Luycx, im Jahre 1649. 1896 wurde die Kirchenorgel durch eine neue Orgel der Firma Rieger Orgelbau ersetzt.

### Deckenfreskos
Die frühbarocken Deckenbilder des Langhauses schuf laut Vertrag vom 18. März 1675 Mathias Rauchmiller. In insgesamt 46 Bildern entfaltet sich ein breiter Bilderbogen zur marianischen Thematik. Die 3 Hauptbilder stellen Vermählung Mariens, Braut des Heiligen Geistes und Mariä Opferung dar.
Das ursprüngliche Kuppelfresko wird Nikolaus van Hoy (1631–1679) zugeschrieben. Nachdem nach 1820 eine neue Flachkuppel eingezogen wurde, schuf 1836 Franz Geyling das neue Kuppelfresko.
Die Deckenfresken des Presbyterium und die der Querschiffarme werden Carpoforo Tencalla zugeschrieben (1675/76).

### Orgel

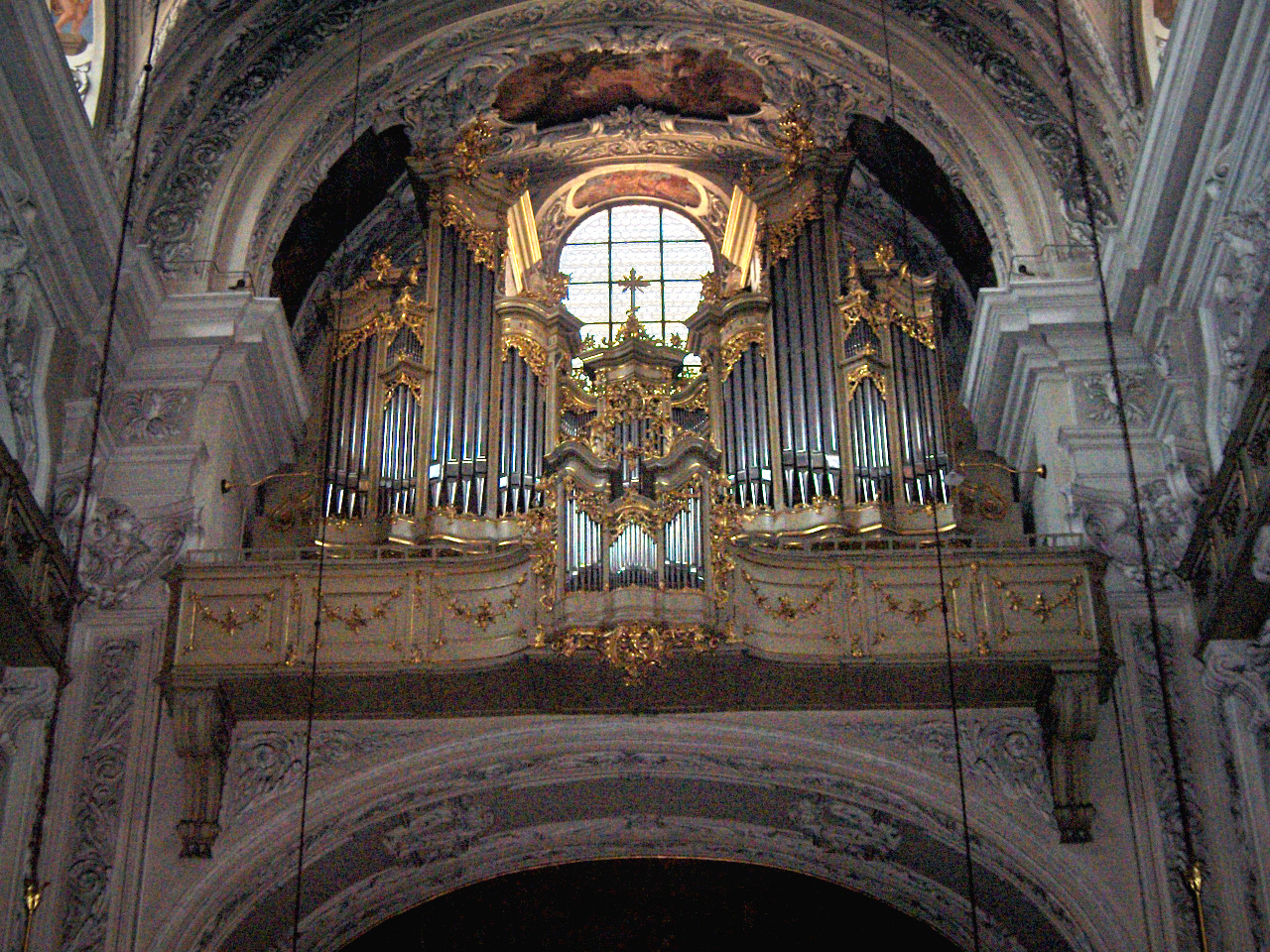
Blick auf die Hauptorgel

In der Dominikanerkirche gibt es zwei Orgeln.
Um das Jahr 1750 erbaute ein unbekannter Meister auf der Westempore eine (vermutlich zweimanualige) Orgel, deren Gehäuse erhalten ist. Das Orgelwerk wurde 1895 durch ein neues Werk ersetzt, welches von dem Orgelbauer Rieger (Jägerndorf/Österreich-Schlesien) erbaut wurde. Das neue Werk hatte zunächst 36 Register auf drei Manualwerken mit mechanischen Kegelladen. Das historische Orgelgehäuse wurde zu diesem Zweck erweitert. Von dem ehemaligen Brüstungspositiv blieb das Gehäuse erhalten. Im Mozartjahr 1991 wurde die Orgel durch die Orgelbauwerkstatt Schuke (Berlin) umfassend restauriert. Das im Ersten Weltkrieg verloren gegangene Prospekt wurde rekonstruiert. Zwischenzeitliche Veränderungen der Disposition wurden auf den originalen Zustand zurückgeführt. Im Schwellwerk wurden einige (Aliquot)Register auf einer kleinen Ergänzungslade aufgestellt. Außerdem wurde das Brüstungspositiv wieder eingerichtet. Das Schleifladen-Instrument hat heute 46 Register auf drei Manualwerken und Pedal. Die Spiel- und Registertrakturen sind mechanisch.
| I Hauptwerk C–g3 |     |     |
| Principal        | 16′ |     |
| Principal        | 8′  |     |
| Gedeckt          | 8′  |     |
| Fugara           | 8′  |     |
| Hohlflöte        | 8′  |     |
| Octave           | 4′  |     |
| Rohrflöte        | 4′  |     |
| Rauschquinte II  |     |     |
| Cornett III-V    |     | (N) |
| Mixtur V         |     |     |
| Trompete         | 8′  | (N) |

| II Brustwerk C–g3 |     |     |
| Quintatöna        | 16′ |     |
| Principal         | 8′  |     |
| Bourdon           | 8′  |     |
| Salicional        | 8′  |     |
| Dolce             | 8′  |     |
| Octave            | 4′  |     |
| Flute harmonique  | 4′  |     |
| Octave            | 2′  | (N) |
| Mixtur IV         |     |     |

| III Schwellwerk C–g3 |        |     |
| Geigenprinzipal      | 8′     |     |
| Rohrflöte            | 8′     |     |
| Gemshorn             | 4′     |     |
| Flute douce          | 4′     |     |
| Quint                | 2 ⁄3′  | (N) |
| Prinzipal            | 2′     | (N) |
| Terz                 | 1 3⁄5′ | (N) |
| Harmonia-aetheria IV |        |     |

| Pedal C–d1  |         |
| Contrabass  | 16′     |
| Subbass     | 16′     |
| Violon      | 16′     |
| Quintbass   | 10 2⁄3′ |
| Octavbass   | 8′      |
| Cello       | 8′      |
| Gedecktbass | 8′      |
| Posaune     | 16′     |
| Tuba        | 8′      |

| Brüstungspositiv C–g3 |       |
| Gedackt               | 8′    |
| Quintatön             | 8′    |
| Prinzipal             | 4′    |
| Rohrflöte             | 4′    |
| Oktave                | 2′    |
| Quinte                | 1 ⁄3′ |
| Sesquialtera II       |       |
| Scharff III           |       |
| Musette               | 8′    |
| Tremulant             |       |

- Koppeln: II/I, III/I, I/P, II/P,
- Anmerkung

(N) = Register von 1991 (rekonstruiert, ergänzt)
Die Chororgel wurde von der Orgelbaufirma Schuke (Berlin) im Jahre 1992 erbaut. Das Schleifladen-Instrument hat 19 Register auf zwei Manualen und Pedal. Die Spiel- und Registertrakturen sind mechanisch.

## Glocken
Das Geläut der Dominikanerkirche besteht aus drei historischen Glocken, welche in den beiden Türmen hängen. Im linken Turm hängt die große „Rosa“, im rechten die beiden kleineren Glocken. Die „Rosa“ wird heute noch von Hand geläutet, und da das Läuten für die Mönche sehr umständlich ist, wird sie nur ganz selten geläutet. Sie schwingt an speziellen „Zahnkranzlagern“. Seit dem Zweiten Weltkrieg fehlen die mittlere Glocke und das Zügenglöckchen.
| Nr. | Schlagton | Gewicht in Kg. | Durchmesser in cm | Gießer                | Gussjahr |
| --- | --------- | -------------- | ----------------- | --------------------- | -------- |
| 1   | dis¹      | 1600           | 138               | Balthasar Herold      | 1674     |
| 2   | fis¹      | 900            | 114               | Balthasar Herold      | 1659     |
| 3   | h¹        | 280            | 81                | Franz Josef Scheichel | 1769     |